# Bariumchlorit
Bariumchlorit ist eine chemische Verbindung aus der Gruppe der Chlorite.

## Gewinnung und Darstellung
Im Labor gewinnt man es durch Reaktion von Chlordioxid mit Bariumhydroxid und Wasserstoffperoxid:
{\displaystyle \mathrm {2\ ClO_{2}+Ba(OH)_{2}\cdot 8\ H_{2}O+H_{2}O_{2}\ \longrightarrow \ Ba(ClO_{2})_{2}+O_{2}+10\ H_{2}O} }

## Eigenschaften
Bariumchlorit ist ein Feststoff, welcher sich bei Erhitzung auf 190 °C explosionsartig zersetzt. Er kommt auch als Hydrat Ba(ClO2)2·3,5 H2O vor, welches eine monokline Kristallstruktur mit der Raumgruppe C2/c (Raumgruppen-Nr. 15) besitzt.

## Verwendung
Bariumchlorit kann zur Herstellung von Chloriger Säure oder Natriumchlorit verwendet werden.